# Vítor Caldeira

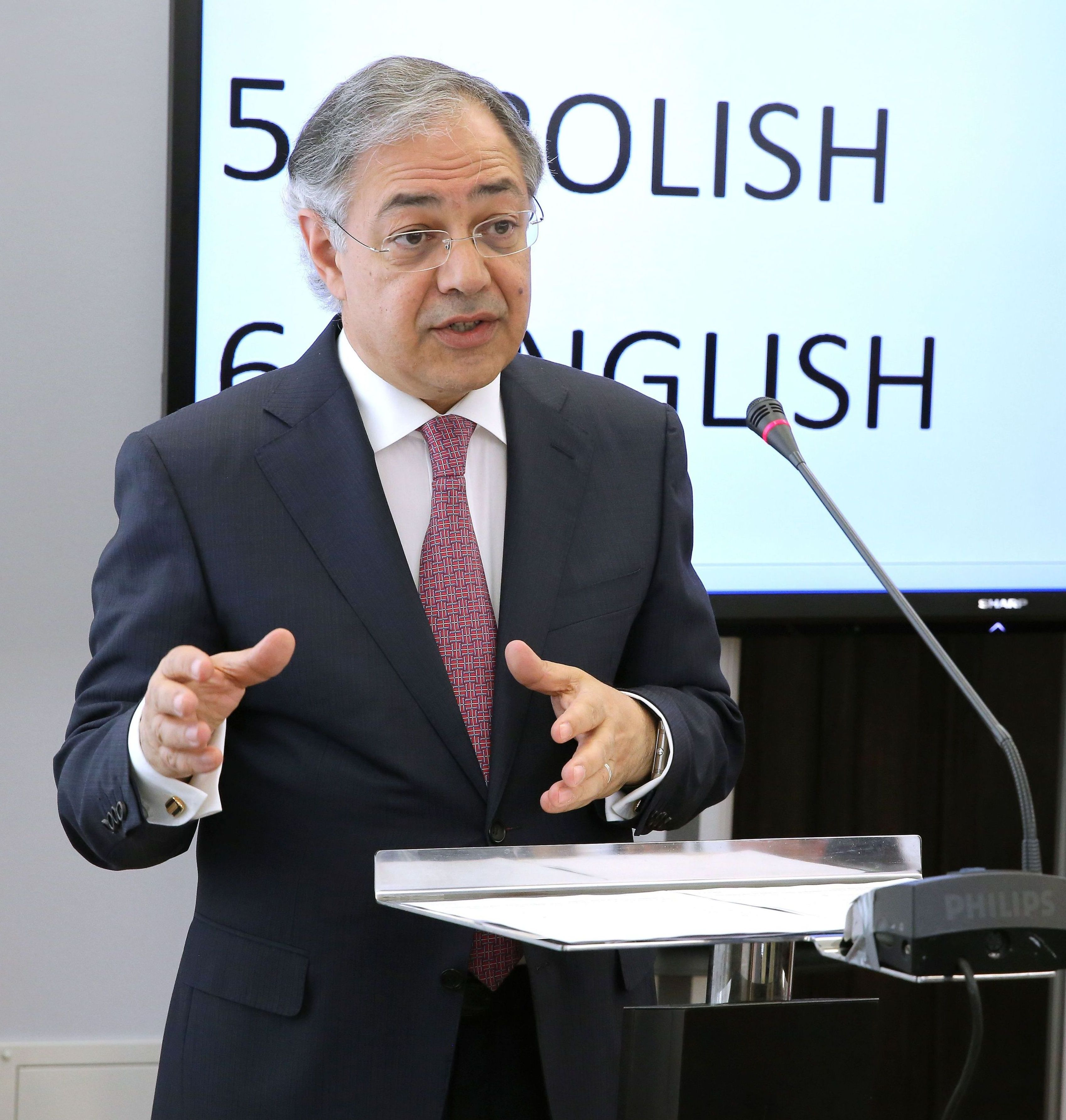
Vítor Manuel da Silva Caldeira (2015)

Vítor Manuel da Silva Caldeira (* 1960 in Campo Maior, Portugal) war von 2008 bis 2016 der Präsident des Europäischen Rechnungshofes. 

## Leben
Vítor Manuel da Silva Caldeira erlangte den Abschluss als Jurist an der Universität von Lissabon und erhielt einen postgraduellen Abschluss in European Studies vom European Institute of the Faculty of Law an selbiger Universität.
Er war von 1983 bis 1984 Assistent des Präsidenten der Juristischen Fakultät der Universität Lissabon und von 1984 bis 2000 als Generalinspektor für Finanzen im portugiesischen Finanzministerium tätig. Von 1996 bis 1999 war er Assistenzprofessor am Höchsten Institut für neue Berufe.
Vítor Caldeira wurde am 16. Januar 2008 zum Präsidenten des Europäischen Rechnungshofes für eine Amtszeit von drei Jahren gewählt. Am 12. Januar 2011 erfolgte die Wiederwahl für eine zweite Amtszeit und am 23. Januar 2014 wurde er für eine dritte Amtszeit gewählt. Er blieb Präsident bis zum 30. September 2016.